# Sosíteo
Sosíteo (en griego Σωσίθεος, fl. ca. 285 a. C.) fue un autor de tragedias de la época helenística de la Antigua Grecia. Realizó también al menos un drama satírico titulado Litierses. 
Según la Suda, Sosíteo podría ser natural de Siracusa, de Atenas o de Alejandría de Tróade. Pertenecía a la llamada Pléyade trágica, en la que era rival de Homero el trágico. Dioscórides le dedicó un epigrama.

## Fragmentos
Sositheus Tragicus, «Fragmenta» en Bruno Snell (ed.) Tragicorum Graecorum fragmenta, vol. 1. 
Gotinga: Vandenhoeck & Ruprecht, 1971.